# Sex Machine (album)
| Recensione               | Giudizio     |
| ------------------------ | ------------ |
| Allmusic                 | [ 1 ]        |
| Billboard                | (favorevole) |
| Christgau's Record Guide | A            |
| Rhapsody                 | (favorevole) |
| Rolling Stone            | [ 5 ]        |
| Spin                     | (favorevole) |
| Yahoo! Music             | (favorevole) |
| Zagat Survey             | [ 8 ]        |
| Sputnikmusic             | [ 9 ]        |

Sex Machine  è un doppio album discografico del cantante statunitense James Brown, pubblicato nel 1970 dalla King Records.
È considerato uno dei più grandi e rappresentativi album di genere soul e tra i 100 migliori album di tutti i tempi. Sex Machine è stato anche votato come il 34° migliore album di sempre da una giuria composta da più di 700 musicisti, autori, disc jockey, programmatori radio e critici nel 2013.

## Descrizione
Il disco, metà in studio e metà dal vivo, vede l'apporto della formazione originale della band J.B.'s con Bootsy e Catfish Collins, e include una versione da 11 minuti della celebre Get Up (I Feel like Being a) Sex Machine, diversa dall'incisione originale della canzone che era stata pubblicata su singolo in due parti nel 1970.
Brother Rapp e Lowdown Popcorn sono le stesse incisioni in studio inizialmente pubblicate come singoli. Versioni "senza pubblico" di Get Up (I Feel like Being a) Sex Machine e Give It Up or Turnit a Loose apparvero in seguito nella compilation in CD Funk Power 1970: A Brand New Thang, insieme a una versione precedentemente inedita di There Was a Time proveniente dalla stessa sessione. Mother Popcorn, che era invece stata registrata dal vivo, fu inclusa senza l'aggiunta del pubblico e in versione più lunga nella compilation Foundations of Funk: A Brand New Bag 1964-1969. In aggiunta, l'album Motherlode include una versione live di Say It Loud - I'm Black and I'm Proud probabilmente incisa durante lo stesso concerto di Augusta del 1969.
Sex Machine è presentato come un album dal vivo, sulla copertina è infatti scritto "registrato dal vivo", tuttavia il primo LP consiste di materiale registrato in studio al quale furono aggiunti riverbero e applausi sovraincisi per simulare un'esibizione live. Tutte le canzoni del secondo LP (tranne una) furono apparentemente registrate dal vivo durante un concerto nella città natale di Brown, Augusta, in Georgia. Negli Stati Uniti il disco raggiunse la posizione numero 4 nella classifica R&B e la numero 29 in quella Pop.

## Tracce
Lato 1
1. Get Up I Feel like Being a Sex Machine (Brown, Bobby Byrd, Ron Lenhoff) - 10:48
2. Brother Rapp (Part I & Part II) (Brown) - 5:09

Lato 2
1. Medley: - 13:42
  1. Bewildered (Teddy Powell, Leonard Whitcup) - 6:09
  2. I Got the Feelin' (Brown) - 1:07
  3. Give It Up or Turnit a Loose (Charles Bobbit) - 6:26

Lato 3
1. I Don't Want Nobody to Give Me Nothing (Open Up the Door I'll Get It Myself) (Brown) - 4:31
2. Licking Stick - Licking Stick (Brown, Byrd, Pee Wee Ellis) - 1:19
3. Lowdown Popcorn (Brown) - 3:25 (studio recording)
4. Spinning Wheel (David Clayton-Thomas) - 4:02
5. If I Ruled the World (Leslie Bricusse, Cyril Ornadel) - 4:03

Lato 4
1. There Was a Time (Brown, Hobgood) - 4:04
2. It's a Man's Man's Man's World (Brown, Betty Jean Newsome) - 3:42
3. Please, Please, Please (Brown, Johnny Terry) - 2:26
4. I Can't Stand Myself (When You Touch Me) (Brown) - 1:28
5. Mother Popcorn (Brown, Pee Wee Ellis) - 5:50

## Formazione
Studio
- James Brown - voce, piano (Sex Machine)
- Clayton "Chicken" Gunnels - tromba
- Darryl "Hassan" Jamison - tromba
- Robert "Chopper" McCollough - sax tenore
- Bobby Byrd - organo, voce (Sex Machine)
- Phelps "Catfish" Collins - chitarra
- William "Bootsy" Collins - basso
- John "Jabo" Starks - batteria (Sex Machine)
- Clyde Stubblefield - batteria (Medley)
- Johnny Griggs - conga (Medley)

Bell Auditorium, Augusta, Georgia
- James Brown - voce, organo (Spinning Wheel)
- Richard "Kush" Griffith - tromba
- Joseph Davis - tromba
- Fred Wesley - trombone
- Maceo Parker - sax tenore, organo, MC
- Eldee Williams - sax tenore
- St. Clair Pinckney - sax tenore e baritono
- Jimmy Nolen - chitarra
- Alphonso "Country" Kellum - chitarra
- Sweet Charles Sherrell - basso
- Clyde Stubblefield - batteria
- John "Jabo" Starks - batteria
- Melvin Parker - batteria

## Influenza e lascito

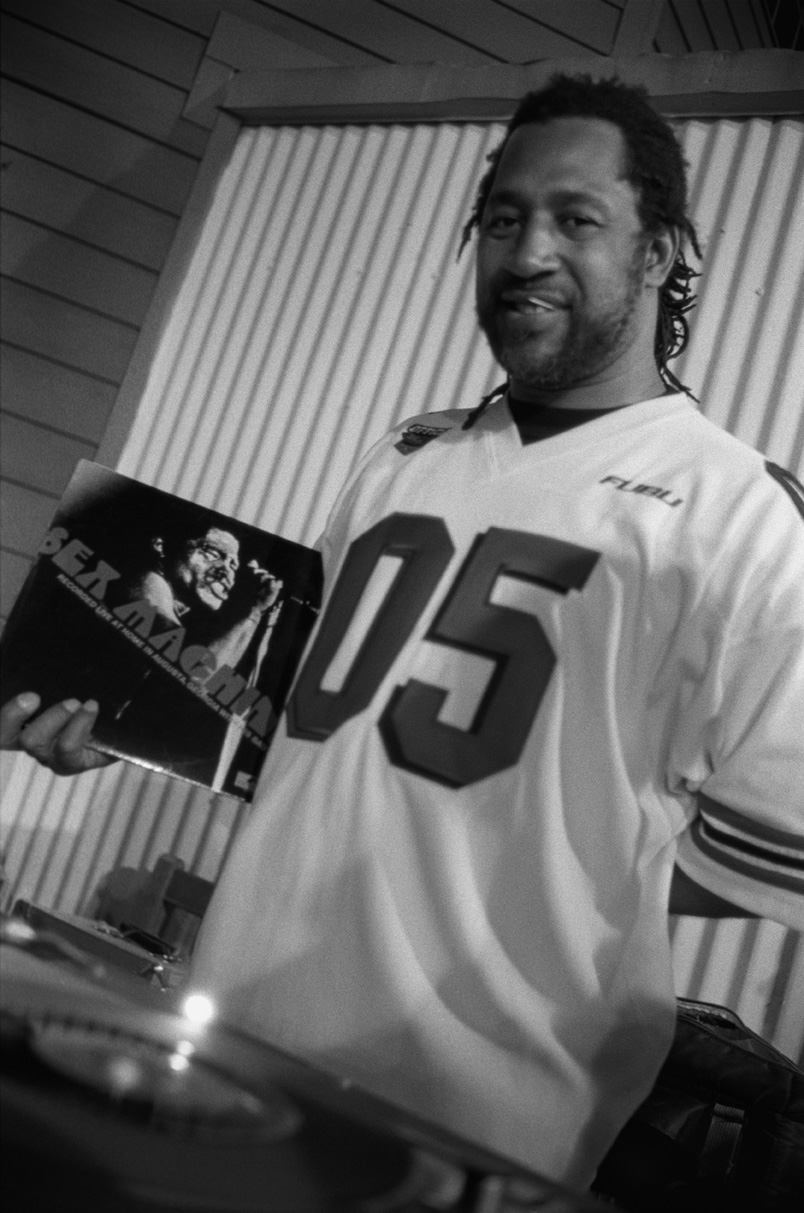
DJ Kool Herc nel 1999 con in mano una copia dell'album

Sex Machine è inoltre considerato uno dei migliori e più importanti dischi funk di sempre, e uno dei vertici massimi del periodo di maggior creatività artistica di Brown tra il 1967 e il 1971. L'album si classificò al primo posto nella lista "25 greatest albums of all time" della rivista Spin nel 1989, e 96º nel 2005 in un sondaggio di Channel 4 per stabilire i 100 migliori album di tutti i tempi. Sex Machine è stato inoltre votato il 34º miglior album di sempre in un sondaggio condotto da VH1 nel 2003. Nel 2020 la rivista Rolling Stone lo ha inserito alla posizione numero 439 nella sua lista dei 500 migliori album di sempre.
Secondo il giornalista musicale Stephen Ivory, nel 1973 DJ Kool Herc era solito mettere sui piatti dei giradischi due copie dell'album Sex Machine e poi eseguiva un esteso lavoro di montaggio "taglia e cuci" sul break percussivo della traccia Give It Up or Turnit a Loose, sancendo di fatto la nascita dell'hip hop.